# Trichilia prieureana
Trichilia prieureana är en tvåhjärtbladig växtart. Trichilia prieureana ingår i släktet Trichilia och familjen Meliaceae.

## Underarter
Arten delas in i följande underarter:
- T. p. orientalis
- T. p. prieureana
- T. p. vermoesenii